# 艾爾塔馬魯加爾省
艾爾塔馬魯加爾省（Provincia del Tamarugal）是智利塔拉帕卡大區的兩個省份之一（另一個省份是伊基克省），首府Pozo Almonte。
省份名稱艾爾塔馬魯加爾，是源自區內塔馬魯加爾大草原。